# Jesus de Nazaré (Macapá)
Jesus de Nazaré é um bairro do município brasileiro de Macapá, capital do estado do Amapá. Segundo o censo demográfico de 2022, realizado pelo Instituto Brasileiro de Geografia e Estatística (IBGE), sua população era de 2 664 habitantes e havia 814 domicílios particulares permanentes ocupados.
De acordo com o IBGE, em 2010 a população era de 5 915 habitantes e havia 1 405 domicílios particulares.
O surgimento do bairro se deu em meados da década de 1960, acompanhando o desenvolvimento econômico e populacional que vinha sendo observado em direção à Zona Sul macapaense. Incorporou o antigo bairro Jacareacanga.